# Calueque
Calueque es una aldea de la comuna de Naulila, en el municipio de Ombadja (provincia de Cunene, Angola), con aproximadamente 425 habitantes. Se encuentra a una altitud de unos 1100 m sobre el nivel medio del mar, en la orilla sur del río Cunene, cerca de la presa de Calueque, a unos 12 km de la frontera entre Angola y Namibia. La ubicación es importante por su cinturón verde y por la pesca artesanal que allí se practica. Hay un puesto fronterizo en la zona.

## Historia
Aunque había varios campamentos militares del Ejército portugués en la zona desde al menos 1905, destinados a controlar el estratégico vado de Cauleque durante las campañas de pacificación de la zona y la lucha contra las fuerzas alemanas en la Primera Guerra Mundial, el desarrollo de la ciudad se debió fundamentalmente a la construcción de la presa de Calueque, iniciada en 1972. Esta estructura, construida en cooperación entre los gobiernos de Portugal y Sudáfrica, requirió la creación de un astillero y estructuras de apoyo que dieron origen al pueblo actual. También se creó un puesto militar del Ejército portugués para garantizar la seguridad de la obra.
La existencia de la presa, vital para el abastecimiento de agua al norte de Namibia, hizo que el lugar, actualmente servido por una pista de aterrizaje de tierra, tuviera una gran importancia estratégica durante la guerra civil angoleña. Como consecuencia de ello, fue ocupada por el ejército sudafricano entre 1975 y 1988. En este último año, en un ataque aéreo que tuvo lugar el 27 de junio, la presa fue bombardeada y sufrió graves daños.
La ocupación de Calueque por las fuerzas del Ejército Sudafricano (SADF) fue resultado de la amenaza a la construcción de la presa que generó la creciente influencia del MPLA en la región en el período comprendido entre la Revolución del 25 de abril de 1974 y la fecha acordada para la Proclamación de la independencia de Angola. En julio de 1975, las tropas portuguesas abandonaron el lugar y el 8 de agosto de ese año, fuerzas sudafricanas entraron en territorio angoleño, con el pretexto de proteger a los trabajadores de la presa. El gobierno portugués, informado el 12 de agosto de la presencia de 30 soldados sudafricanos en territorio todavía bajo administración portuguesa, no vio con buenos ojos la entrada de esas tropas, protestando, pero acabó aceptando tácitamente por ser una violación el acuerdo que obligaba a Portugal a garantizar la seguridad en la zona hasta la independencia de Angola. La presencia sudafricana en Calueque se expandió rápidamente, particularmente después de los acuerdos de apoyo militar con la UNITA y el FNLA, convirtiéndose finalmente en una profunda intervención en la guerra civil angoleña.

## Creación de la Zona Económica Especial del Calueque
El lugar ha sido elegido por el gobierno provincial de Cunene para instalar la Zona Económica Especial (ZEE) de la provincia, considerando el potencial que allí existe para el fomento de la actividad agropecuaria, la existencia de aprovechamiento hidroagrícola e hidroeléctrico de las represas de Calueque y Ruacaná y la proximidad de Namibia, lo que crea condiciones favorables en materia de suministro de energía y agua, así como de acceso, algo que permitirá la creación de infraestructuras territoriales, económicas y administrativas para la promoción intensiva de la producción y la creación de empleo.